# Первомайский (Суворовский район)
Первомайский — посёлок в Суворовском районе Тульской области России. 
В рамках административно-территориального устройства входит в Марковскую сельскую территорию Суворовского района, в рамках организации местного самоуправления входит в Юго-Восточное сельское поселение.

## География
Расположен в 72 км к западу от центра города Тулы, на северо-западной границе города Суворов.

## Население
| 2002 | 2010 |
| ---- | ---- |
| 425  | ↗448 |